# Sant Vicent del Raspeig (kommun)
San Vicente del Raspeig/Sant Vicent del Raspeig är en kommun i Spanien.   Den ligger i provinsen Provincia de Alicante och regionen Valencia, i den sydöstra delen av landet, 400 km sydost om huvudstaden Madrid. Antalet invånare är 55 100.